# Костюк, Ирина Константиновна
Ирина Константиновна Костюк (укр. Ірина Костянтинівна Костюк; род. 14 августа 1974, Киев) — украинский психолог и дипломат. Чрезвычайный и Полномочный Посол Украины на Кубе с 4 мая 2022 года.

## Биография
В 1996 году окончила Киевский национальный экономический университет по специальности «аудит и учёт». В 2005 году — Киевский национальный университет имени Тараса Шевченко, кафедра психологии.
В 2000—2010 годах работала психологом-воспитателем Международной Чернобыльской программы «Дети Чернобыля» в Республике Куба. Коррекционным педагогом-психологом в украинско-кубинской межправительственной программе по оказанию медицинской помощи детям, пострадавшим в результате аварии на Чернобыльской АЭС. В рамках реализации программы «Дети Чернобыля» занималась: отбором детей с инвалидностью, малообеспеченных и многодетных семей, сирот и полусирот из детских домов и социально-незащищённых слоёв населения с тяжёлыми пороками вследствие аварии ЧАЭС, болезней неизлечимых в Украине. Сопровождение детей из Украины на Кубу организация быта, обучения, психологического комфорта, лечения, общения со сверстниками, проведение и организация украинско-кубинских мероприятий к празднику Независимости Украины, Рождества и Нового года, дню именинника, Пасхи. Помощь и участие в выборах Президента Украины в 2004 году при Посольстве Украины на Кубе.
В 2000—2014 годах — заместитель директора, практикующий психолог.
В 2014—2018 годах — руководитель проекта «Шаг за шагом». Коррекционный психолог — Киевский Дворец детей и юношества Киев.
В 2018—2022 годах — директор Инклюзивно-ресурсного центра № 10 Шевченковского района города Киева.
С 4 мая 2022 года — Чрезвычайный и Полномочный Посол Украины в Республике Куба.
28 июля 2022 года вручила копии верительных грамот Вице-министру иностранных дел Кубы Анаянси Родригез Камехо.
7 октября 2022 года вручила верительные грамоты Президенту Кубы Мигелю Диаз-Канелю.